# カラテオドリの拡張定理
数学の測度論におけるカラテオドリの拡張定理（カラテオドリのかくちょうていり、英: Carathéodory's extension theorem）は「与えられた集合 Ω の部分集合族である集合環 R 上定義される任意の σ-有限測度は、R が生成するσ-集合環上の測度へと一意に拡張できる」ということを述べた定理である。この定理の帰結として、実数からなる区間すべてを含む空間上で定義された任意の測度は、実数全体の成す集合 R 上のボレル集合族上の測度へと拡張することができる。これは測度論における非常に強力な結果であり、例えば、ルベーグ測度の存在の証明にも使用された。

## 定理の主張
R を Ω 上の集合環とし、μ: R → [0, +∞] を R 上の前測度とする。
定理 (Carathéodory)

このとき μ の拡張となる測度 μ′: σ(R) → [0, +∞] が存在する（すなわち、μ'|R = μ である）。
ここで σ(R) は R が生成するσ-集合環とする。
μ が σ-有限ならば、その拡張 μ' は一意（かつ σ-有限）である。

## 集合環と集合半環

### 定義
与えられた集合 Ω に対し、その冪集合 {\displaystyle {\mathcal {P}}(\Omega )} の部分集合 S で、次に述べる性質を満たすものを集合半環と定義する：
- S は空集合を含む: ∅ ∈ S.
- S は交叉に関して閉じている: 任意の A, B ∈ S に対し、A ∩ B ∊ S が成立する。
- S において差集合は有限非交和に書ける：任意の A, B ∈ S に対し、互いに素な集合列 Ki ∈ S (i = 1, 2, …, n)で {\displaystyle A\smallsetminus B=\coprod _{i=1}^{n}K_{i}} を満たすようなものが存在する。

同様な記号を用いて、Ω の冪集合の部分集合で次の性質を満たすものは集合環 R と呼ばれる：
- R は空集合を含む: ∅ ∈ R
- R は合併に関して閉じている: 任意の A, B ∈ Rに対し、A ∪ B ∈ R が成立する。
- R は差に関して閉じている: 任意の A, B ∈ Rに対し、A ∖ B ∈ R が成立する。

したがって、Ω 上の任意の集合環は、集合半環でもある。
測度論に関する文献では、しばしば、次のような制限が追加される：
- Ω は、S に含まれるある可算な集合族の直和である。

### 性質
- Ω 上の集合環からなる族の任意個数（非可算でもよい）の共通部分は、再び Ω 上の集合環となる。
- A を {\displaystyle {\mathcal {P}}(\Omega )} の空でない部分集合としたとき、A を含むような最小の集合環として「A により生成される集合環 R(A)」を定義する。A により生成される集合環は、A を含むような集合環すべての共通部分と等しいことが分かる。
- 集合半環 S に対し、S の部分集合のすべての有限直和を含むような集合{\displaystyle R(S)=\{A:A=\coprod _{i=1}^{n}A_{i},A_{i}\in S\}}は S の生成する集合環になる（つまり、R(S) は単純に、S に属する集合からなる有限和すべてを含むような集合である）。
- 集合半環 S 上で定義される有限加法的測度（あるいは容量）μ は、S により生成される集合環へ延長することができ、そのような延長は一意的に決まる。拡張された有限加法的測度は S に属する集合の列 Ai について {\displaystyle A=\coprod _{p=1}^{n}A_{p}\implies \mu (A)=\sum _{p=1}^{n}\mu (A_{p})}と書ける。また、μ が前測度を与えるための必要十分条件は、この拡張された有限加法的測度自身が前測度であることである。S 上の前測度を拡張して得られる R(S) 上の任意の前測度は、必ず上式のように記述される。

### 動機
測度論においては、集合環や集合半環それら自体よりも、それらにより生成される σ-代数に関心が注がれる。集合半環 S 上の前測度（例えば、スティルチェス測度）は、R(S) 上の前測度へと拡張することができるが、最終的にはカラテオドリの拡張定理を用いることにより、σ-代数上の測度へと拡張することができる。集合環および集合半環が生成する σ-代数が等しい場合には、（少なくとも測度論においては）実際問題としてこれらの間に差異は無い。実際には、カラテオドリの拡張定理は、環を半環に置き換えることにより、わずかに一般化することができる。
半環の定義は若干複雑なものであるようにも思われる。次の例は、なぜそれが有用なのかを示すものである。
例
冪集合 {\displaystyle {\mathcal {P}}(\mathbb {R} )} の部分集合を、実数 a, b に対する半開区間 [a, b) 全てからなる集合族によって与える。これは集合半環であるが、集合環ではない。また、スティルチェス測度がそれらの区間上に定義される。この集合半環上の可算加法性の証明は、区間の可算な和集合がそれ自身も区間となるような場合のみについて考えればよいので、それほど困難なことではない。可算加法性を、区間の任意の可算和について示すことに、カラテオドリの定理が用いられる。